# Abu l-Fath Khan Zand
Abu l-Fath Khan Zand (1755/1756-1787) fou el fill gran de Karim Khan Zand wakil de llinatge inak dels Zand. La seva mare era germana d'Ismail Sultan Kurd-i Kučānī.
A la mort de Karim Khan (2 de març de 1779) alguns volien proclamar a Abu l-Fath Khan Zand i altres donaven suport al seu germà Muhammad Ali Khan Zand (que era cinc anys més jove; un fill entremig havia mort abans que el pare) i com a compromís es va decidir que governarien en comú. Zaki Khan del llinatge budaq (originalment oposat a Abu l-Fath) va agafar les regnes del poder.
Mentre a Bàssora es va proclamar xa el germà de Karim, Muhammad Sadik Khan Zand i es va dirigir a Siraz. Llavors Zaki Khan va empresonar a Abu l-Fath per sospitar que tenia simpaties per l'oncle rebel i va proclamar a Muhammad únic sobirà. Un altre pretendent es va alçar poc després, el nebot de Zaki Khan, Ali Murad Khan. Assassinat Zaki Khan en una revolta popular Abu l-Fath fou alliberat i restaurat al tron a Shiraz el 19 de juny de 1779 però amb la condició de compatir les decisions amb Sadik Khan.
Una vegada va poder dirigir els afers va demostrar que era incompetent i distret. Sadik Khan amb el suport d'alguns nobles el va deposar el 22 d'agost de 1779 i el va fer cegar (en aquell moment o el 1781 quan Ali Murad va entrar a Shiraz).
Temps després fou enviat al Mazanderan per Aga Muhammad Shah.
Estava casat (poc abans de ser proclamat per primer cop) amb la germana de Hedaytallah Khan Gilani, governador de Rasht. Va morir als 32 anys (1787) i fou enterrat a Siraz. Va deixar un fill, Husain Ali Khan-e Zand que fou castrat per orde d'Agha Muhammad Shah Qajar.